# Juvenal Lopes da Silva
Pour les articles homonymes, voir Juvénal (homonymie).
Juvenal Lopes da Silva, plus communément appelé Juvenal, est un footballeur portugais né le 24 décembre 1922 et mort le 22 février 2001 à Malveira. Il évoluait au poste de défenseur.

## Biographie
Il joue toute sa carrière au Sporting Portugal. Il y remporte 5 titres de champion. Il est finaliste de la Coupe Latine en 1949.

## Carrière
- 1935-1951 :  Sporting Portugal[2]

## Palmarès

### En club
Avec le Sporting Portugal :
- Champion du Portugal en 1947, 1948, 1949, 1951 et 1952
- Vainqueur de la Coupe du Portugal en 1945, 1946 et 1948
- Finaliste de la Coupe Latine en 1949